# 宜蘭交流道
宜蘭交流道是臺灣國道五號上的一個交流道，位於宜蘭縣宜蘭市、壯圍鄉，南側匝道位於壯圍鄉，分為北入南出（36km）和南入北出（42km）兩部分，兩側匝道相距約6公里。
與頭城交流道、羅東交流道、蘇澳交流道同為宜蘭縣的重要聯外交流道，其交流道下方縣道191號為國道五號側車道。
原先設置於匝道的收費站配合國道收費電子化已被拆除。
|                      | 38 宜蘭 | 南 下        |           | 壯圍 宜蘭 |
| 棲蘭森林遊樂區       | 38 宜蘭 | 南 下        |           |           |
| 明池森林遊樂區       | 38 宜蘭 | 南 下        |           |           |
| 太平山國家森林遊樂區 | 38 宜蘭 | 南 下        |           |           |
| 北 上                | 38 宜蘭 |              | 宜蘭 壯圍 |           |
| 北 上                | 38 宜蘭 | 東北角風景區 |           |           |

## 外部連結
- 國道五號宜蘭交流道示意圖 （页面存档备份，存于）（交通部高速公路局）